# Irianassa alcyonopa
Irianassa alcyonopa är en fjärilsart som beskrevs av Edward Meyrick 1926. Irianassa alcyonopa ingår i släktet Irianassa och familjen vecklare. Inga underarter finns listade i Catalogue of Life.